# Star Screen Award/Bester Kinderdarsteller
Der Star Screen Award Best Child Artist ist eine Kategorie des indischen Filmpreises Star Screen Award.
Der Star Screen Award Best Child Artist wird von einer angesehenen Jury der Bollywoodfilmindustrie gewählt. Die Gewinner werden jedes Jahr im Januar bekanntgegeben.
Liste der Gewinner:
| Jahr | Kinderdarsteller | Film               | Deutscher Titel                        |
| ---- | ---------------- | ------------------ | -------------------------------------- |
| 1995 | kein Preis       |                    |                                        |
| 1996 | kein Preis       |                    |                                        |
| 1997 | Omkar            | Masoom             | —                                      |
| 1998 | kein Preis       |                    |                                        |
| 1999 | Kunal Khemu      | Zakhm              | —                                      |
| 2000 | kein Preis       |                    |                                        |
| 2001 | kein Preis       |                    |                                        |
| 2002 | kein Preis       |                    |                                        |
| 2003 | Shweta Prasad    | Makadee            | —                                      |
| 2004 | kein Preis       |                    |                                        |
| 2005 | kein Preis       |                    |                                        |
| 2006 | Ayesha Kapoor    | Black              | —                                      |
| 2007 | kein Preis       |                    |                                        |
| 2008 | Darsheel Safary  | Taare Zameen Par   | Taare Zameen Par – Ein Stern auf Erden |
| 2009 | Purav Bhandare   | Tahaan             | —                                      |
| 2010 | Pratik Katare    | Paa                | —                                      |
| 2011 | Ayaan Barodia    | Udaan              | —                                      |
| 2012 | Partho Gupte     | Stanley Ka Dabba   | —                                      |
| 2013 | Mohammad Samad   | Gattu              | —                                      |
| 2014 | Japtej Singh     | Bhaag Milkha Bhaag | —                                      |
| 2015 | Parth Bhalerao   | Bhoothnath Returns | —                                      |
| 2016 | Riya Shukla      | Nil Battey Sannata | —                                      |